# Aly Bain

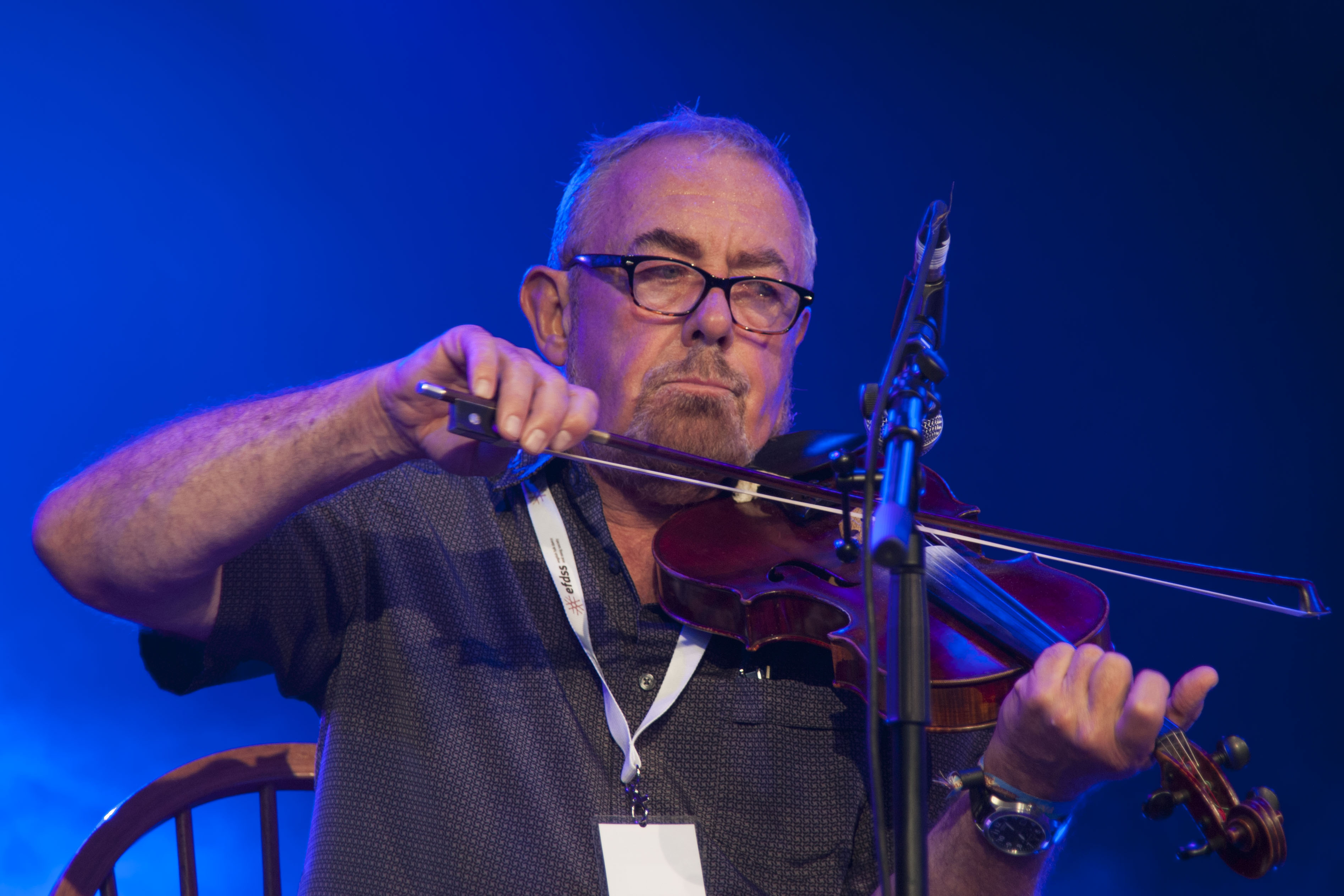
Aly Bain, 2014

Aly Bain, MBE (* 17. Mai 1946 in Lerwick, Shetland-Inseln) ist ein schottischer Fiddler.
Bekannt wurde er durch die Gründung der Folk-Band Boys of the Lough, später auch durch etliche Solo-Alben. 1994 erhielt er für seine musikalischen Leistungen den Order of the British Empire (MBE). Er bekam die Ehrendoktorwürde als „Doctor of Music (DMus)“ von der Royal Scottish Academy of Music and Drama und von der Universität St Andrews.

## Diskografie

### Soloalben
- Aly Bain (First Album) (1984)
- Lonely Bird (1992)
- The Shetland Sessions vol 1 (1992)
- The Shetland Sessions vol 2 (1993)
- Down Home vol 1
- Down Home vol 2
- Aly Bain Meets The Cajuns (1994)
- Aly Bain and Friends (1994)
- Aly Bain and Young Champions (2005)

### Mit Mike Whellans
- Aly Bain – Mike Whellans (1971)

### Mit Tom Anderson
- The Silver Bow (1995)

### Mit Phil Cunningham
- The Pearl (1995)
- The Ruby (1997)
- Another Gem (2000)
- Spring The Summer Long (2003)
- Best of Aly and Phil (2004)

### Mit Ale Möller
- Fully Rigged (1999)

### Mit BT Scottish Ensemble
- Follow The Moonstone

### DVD – Mit Phil Cunningham
- Another Musician Interlude (2004)